# Hanna Svensdotter
Hanna Svensdotter, 15 maj 1817 gift Persson, kallad Läkekvinnan, född 23 april 1797 i Norra Vrams socken, död där 20 januari 1864, var en läkedomskunnig kvinna, en så kallad klok gumma, känd under namnen Wrams-qvinnan, eller doktorinnan i Wram. 
Hon var ryktbar framför allt för sin kunskap om benskador. Det sades om henne att "hennes rykte sträckte sig långt utom Skåne. Den aflidnas stora insigt och erfarenhet vann ett än högre värde genom den hjertliga godhet och den oegennytta, som utmärkte hennes välsignelserika verksamhet". Hon dog i Södra Vram och hennes dödsfall rapporterades i Öresundsposten.